# 関根謙
関根 謙（せきね けん、1951年6月30日 - ）は、日本の中国文学者。慶應義塾大学名誉教授。季刊文芸誌『三田文学』編集長。
福島県郡山市生まれ。1964年郡山ザベリオ学園小学校卒業。日本共産党員だった父が党からの派遣を受けて大連日語専科学校（現・大連外国語大学）の日本語教育専門家として渡ったため、中学時代の一時期を文化大革命前の中国・大連で過ごす。1966年12月、日本に帰国。東京都立千歳丘高等学校を経て、慶應義塾大学文学部中国文学専攻を卒業。1978年3月同大学院文学研究科修士課程修了、4月埼玉県立越谷南高等学校教諭。1982年埼玉県立川越高等学校（定時制）教諭。1988-90年中国・西安外国語大学文教専家。1992年北陸大学外国語学部助教授。1995年慶應義塾大学文学部助教授、1999年教授。2010-15年慶應義塾大学文学部長。2016年「抵抗の文学 国民革命軍将校阿壠の文学と生涯」で慶應義塾大学より博士（文学）の学位を取得。2017年定年退職、名誉教授。2017-2021『三田文学』編集長、2023年に再度就任。専攻は中国現代文学。

## 著書
- 『基礎固め中国語』同学社 1996。ISBN 4810201724 （改訂版、2005年。ISBN 4810207552）
- 『抵抗の文学 国民革命軍将校阿壠の文学と生涯』慶應義塾大学出版会 2016。ISBN 978-4766423136

### 共編著
- 『中国の教科書の中の日本と日本人』編 一光社 1988。ISBN 4752820021
- 『基礎力判定20分ドリル中国語』橋本永貢子,余志紅共編著 同学社 1993。ISBN 4810201643
- 『中国語15分ドリル』橋本永貢子共編著 同学社 1998。ISBN 4810201821
- 『中国語のひととき 初級から中級へ』陳祖倍共著 朝日出版社 2000。ISBN 4255450641
- 『近代中国その表象と現実 女性・戦争・民俗文化』編 平凡社 2016。ISBN 978-4582454505
- 『世界文学へのいざない』小倉孝誠編 新曜社 2020。ISBN978-4788516830

### 翻訳
- 梅志『胡風追想 往事、煙の如し』東方書店 1991。ISBN 4497913384
- 阿壠『南京慟哭』五月書房 1994。ISBN 4772702180
- 格非『時間を渡る鳥たち』新潮社 現代中国の小説 1997。ISBN 4105347020
- 虹影『飢餓の娘 : an autobiography』集英社 2004。ISBN 4087734196
- 陳染『プライベートライフ』慶應義塾大学出版会 2008。ISBN 978-4766414561
- 廉思編『蟻族 高学歴ワーキングプアたちの群れ』監訳 勉誠出版 2010。ISBN 978-4585230038
- 李鋭『旧跡 血と塩の記憶』コレクション中国同時代小説 勉誠出版 2012。ISBN 978-4585295198
- 阿壠『南京 抵抗と尊厳』五月書房新社 2019。ISBN 978-4909542243
- 傅楡『わたしの青春、台湾』監訳、五月書房新社 2020。ISBN 978-4909542304
- 格非『桃花源の幻』アストラハウス 2021。ISBN 9784908184321

### 創作
- 「大連に」（前編）『季刊文科』82号所収　鳥影社 2020。ISBN 978-4862658401
- 「大連に」（後編）『季刊文科』83号所収　鳥影社 2021。ISBN 978-4862658661